# البوذية والموت الرحيم
رغم اختلاف الآراء البوذية بعديد من الضوابط ضمن فروعها الثلاثة (تيرافادا، وماهايانا، وفاجرايانا)، إلا أن جميعها تشجب فعل الموت الرحيم. تشمل أساليب الموت الرحيم الطوعية منها وغير الطوعية. في الماضي، فيما تطورت المدارس البوذية إلى أخرى، سجلت كتبهم المقدسة شفهيًا على لسان بوذا بذاته المبادئ والقيم البوذية المتبعة، مرشدة نحو 500 مليون بوذي منتشرين حول العالم لطريقهم نحو «النيرفانا» أو (السكينة). في الرهبانية، أو فينايا، تم التوصل إلى توافق في الآراء من قبل الحكماء البوذيين يعبر عن ميل ضد ممارسة القتل الرحيم والانتحار بمساعدة الغير. لا تؤكد البوذية على فكرة الحفاظ على الحياة بفعل كل ما يلزم لتأجيل الموت، وإنما ترفض أخلاقيًا المشاركة عمدًا بمسألة الموت مهما كانت الحالة المطروحة.

## الفينايا
الفينايا تريبيتاكا هي واحدة من المصادر التشريعية البوذية الثلاث التي تشكل التريبيتاكا والتي يرتبط معظمها بمسألة الموت الرحيم. استحدثت التريبيتاكا لتشتمل على مجموعة من الأحكام التي أصدر فيها بوذا حكمًا بشأن مسائل مختلفة، حتى وإن لم يذكر مصطلح «الموت الرحيم» على وجه التحديد. على الرهبان والراهبات اتباع الأحكام المنقولة في الكتاب، والتي تعبر عن ما يسمى فعل قتل خاطئ (تحظره المبادئ البوذية) من خلال أفعال شخص آخر مخول له اتباع الأوامر القدسية وغيرهم ممن لا يخول لهم ذلك. خارج فينايا، لا يذكر بالتحديد في النصوص البوذية الأولى ما يتعلق بالموت الرحيم. خلال حياة بوذا، حصلت حالات استلزم فيها الرهبان الذين مارسوا الطب اتخاذ قرار حول تقديم المساعدة في انتحار شخص آخر عبر إنهاء حياتهم، أو تزويدهم بأداة تستعمل ليقتلوا أنفسهم، أو السماح للشخص بالتألم، كما هو مذكور في فينايا. بالتالي، أدرج الحكماء البوذيون فرضًا في فينايا ضد إنهاء حياة إنسان آخر بعد اكتشاف أن الرهبان إما أقدموا على الانتحار أو طلبوا من شخص آخر قتلهم لأنهم كانوا مستائين من أجسادهم. يقول بوذا:
في حال حرمان بوذي متدين لشخصٍ آخر من حياته، أو البحث عمّن يقتله، أو ذكر المديح حول الموت، أو الحث عليه، مثل القول: «يا صديقي، ما الذي تعنيه هذه الحياة البائسة المشؤومة بالنسبة لك؟ الموت لك أفضل من البقاء حيًا»، أو في حال وضع الفكرة أو الغرض حيز الاعتبار، أو الحديث ثناءًا حول فكرة الموت أو الحث عليه، يعتبر البوذي فردًا باطلًا ولا ينتمي لنا».
بذلك، وسع بوذا الحكم في كتاب التشريع الثالث، مضيفًا عقوبة عقوبة الحرمان من حياة السانغا بعد رؤيته عددًا من الرهبان يحثون مريضًا على اختيار الموت عوضًا عن إتمام حياته. في تلك الحالة، أشاد الرهبان بالموت بكونه فعلًا حسنًا بالنسبة لراهب مريض، مقنعين إياه باتخاذ إجراء ما لإنهاء حياته. بسبب وصف الفضيلة حسب الراهب، حسبما سمع من رهبان آخرين، فإنه سينال ولادة جديدة جيدة. نتيجة لتلك المحفزات، توقف الراهب عن تناول الطعام ومات لاحقًا.:p.295

## بدائل الموت الرحيم
إن نقل شخص مريض مرضًا لا شفاء منه إلى دور رعاية يساعده في التخفيف من الألم الجسدي بمسكنات للألم لا يقصد منها إنهاء حياته، وتسمح له بالاحتضار دون ألم أو معاناة، هو بديل جدير بالذكر عوضًا عن الموت الرحيم. تهدف الرعاية في مرحلة الاحتضار إلى مساعدة الفرد في نيل ما يسمى «موتًا حسنًا». عندما يقترب المرء من الموت، يجب أن يكون قادرًا على استبصار حياته بسلام. منذ عام 1971، قدم مركز زين في سان فرانسيسكو المساعدة للمرضى المصابين بأمراض لا شفاء منها، مع موظفين مدربين على ذلك منذ بدء برنامج تدريب للاعتناء بمن هم في مرحلة الاحتضار في عام 1987. شكل اتحاد الرعاية البوذي في المملكة المتحدة بديلًا لهذا المركز منذ تأسيسه سنة 1987. لا يزود المركز فرصة للمتطوعين بزيارة الأشخاص المحتضرين فحسب، بل إنما يوفر فرصة للذين فقدوا شخصًا مهمًا من حياتهم أن ينالو العطف والاستشارة، ويستخدم المركز أيضًا للقيام بأبحاث حمل الموت والعزاء. يشمل الغرض من المركز التخفيف فعليًا من أي قدر من القلق يمكن أن يختبره المرء عندما يقترب من الموت، تاركًا أحباءه المعروفين وراءه، فضلًا عن توفير حالة من الصفاء والراحة الذهنية. يفضل العاملون في دور الرعاية عدم السماح لشخص بالموت تحت التخدير أو في حالة ذهنية غير واعية. يتحقق الانتقال إلى الحياة الأخرى عندما يموت المرء بضمير مرتاح، متحرر من الغضب، والخلاف، والقلق، وفي حالة كينونة مسترخية. في البوذية، تمهد العائلة والأصدقاء «للموت الحسن»، إذ يبذلون قصارى جهدهم لضمان عدم كون الشخص المحتضر مطمئنًا مرتاح البال.